# Высотная (гора)
Высотная — высочайшая вершина Чёрных гор (996 м), самая высокая точка Российско-Китайской границы на Дальнем Востоке. Высшая точка Хасанского района Приморского края. Находится на водоразделе рек Нарва и Хуньчуньхэ. Покрыта широколиственным лесом, выше 600 м — смешанным. Видна с акватории залива Петра Великого.